# Jezioro Woszczelskie
Jezioro Woszczelskie este o arie protejată (sit de importanță comunitară — SCI) din Polonia întinsă pe o suprafață de 313,67 ha, integral pe uscat.

## Localizare
Centrul sitului Jezioro Woszczelskie este situat la coordonatele 53°50′54″N 22°15′06″E / 53.8483°N 22.2518°E.

## Înființare
Situl Jezioro Woszczelskie a fost declarat sit de importanță comunitară în octombrie 2009 pentru a proteja 8 specii de animale.

## Biodiversitate
Situată în ecoregiunea continentală, aria protejată conține 4 habitate naturale: Ape puternic oligomezotrofe cu vegetație bentonică cu Chara spp., Pajiști cu Molinia pe soluri calcaroase, turboase sau argilos-nămoloase (Molinion caeruleae), Fânețe de joasă altitudine (Alopecurus pratensis, Sanguisorba officinalis), Păduri aluvionare cu Alnus glutinosa și Fraxinus excelsior (Alno-Padion, Alnion incanae, Salicion albae).
La baza desemnării sitului se află mai multe specii protejate:
- amfibieni (2): buhai de baltă cu burta roșie (Bombina bombina), triton cu creastă (Triturus cristatus)
- mamifere (2): castor (Castor fiber), vidră de râu (Lutra lutra)
- nevertebrate (3): libelule (Leucorrhinia pectoralis), fluturele purpuriu (Lycaena dispar), Osmoderma eremita
- pești (1): boarță (Rhodeus amarus)